# Chaguay

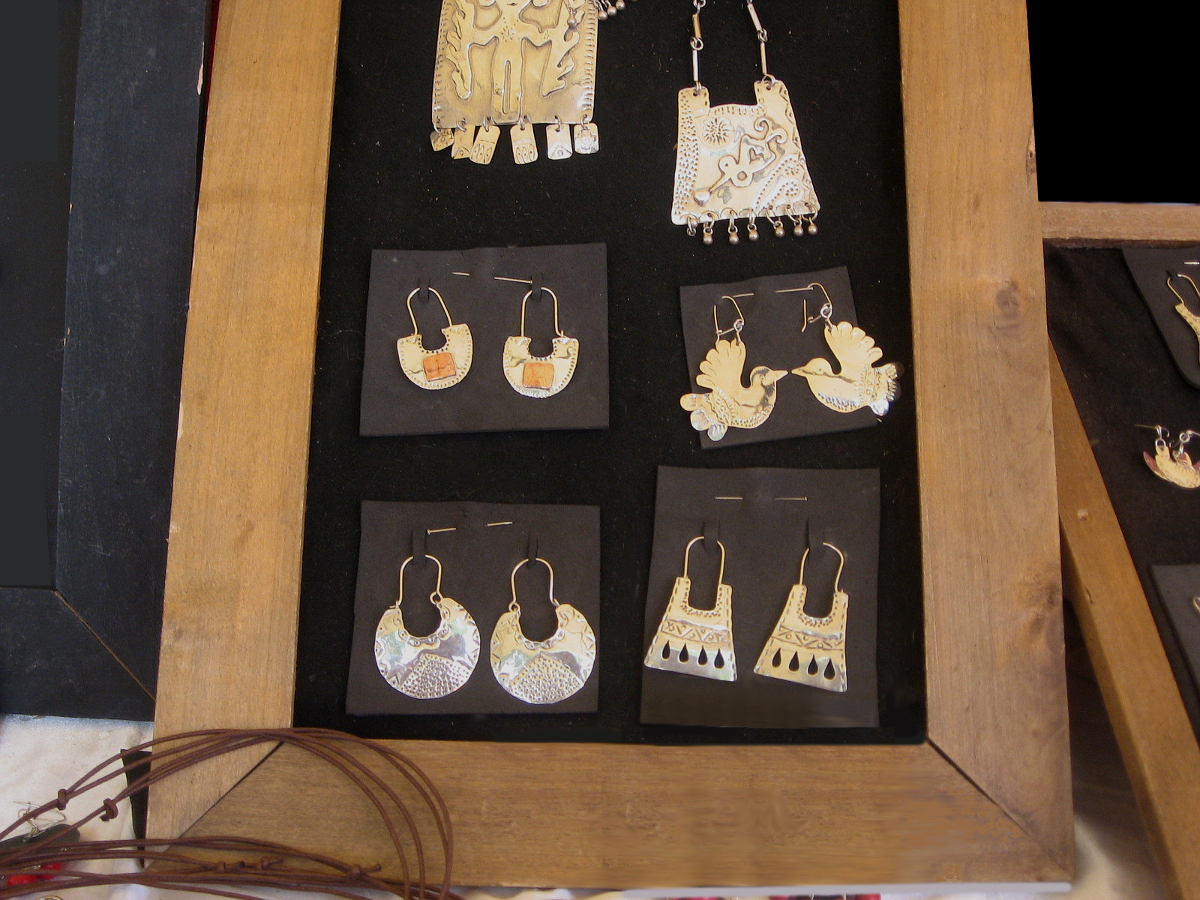
Zarcillos inspirados en los diseños mapuches. Fotografía tomada en Buenos Aires en 2017.

Los chaguay (del mapudungún chaway, "zarcillo") son zarcillos de plata que forman parte de la indumentaria tradicional de las mujeres mapuches. Los más comunes son discoidales. Los de otras formas son conocidos como upül. Su diseño se ha popularizado en Chile y también los usan mujeres que no pertenecen al pueblo mapuche, asimismo, su fabricación también se ha masificado y junto con las técnicas tradicionales se emplean otras técnicas artesanales y semi-industriales.

## Desarrollo
La platería mapuche fue una de las últimas manifestaciones de la orfebrería prehispánica. A principios del siglo XX, ya no se hicieron más objetos de platería mapuche. La razón fue económica, dado el empobrecimiento de dicho grupo humano y la migración a las grandes ciudades. Se martillaba la plata hasta convertirla en una fina lámina, para después cortarla con tijeras. Después, con un punzón se practicaba un orificio en la parte superior por el que se hacía pasar un hilo de plata trenzado destinado a ser colgado en el lóbulo de la oreja.